# جمعة هيكل
جمعة هيكل هو أحد أبرز الفنانين العمانيين المعروفين في الوسط الفني بعمان ومنطقة الخليج العربي، خصوصا لدى جيل الشباب الذين تابعوه منذ الصغر من خلال أشهر أعماله، ”في حادثة الساحل ”، و”جوه بلا ملامح”، و”المناطحة”، وغيرها من المسلسلات والسهرات والمسابقات التليفزيونية. وبجانب كونه ممثلاً  فهيكل هو صاحب مؤسسة (هيكل للإنتاج الفني) التي تعد أول شركة إنتاج محلية تتبنى وجود عناصر من خارج عمان في أعمالها الفنية من مخرجين وفنانين وفنيين.

## أعماله
| السنة | اسم العمل                     | نوعه            | ملاحظات          |
| ----- | ----------------------------- | --------------- | ---------------- |
| 2016  | حزاوينا خليجية                | مسلسل           |                  |
| 2011  | عق علومك                      | برنامج          |                  |
| 2004  | أريد زوجة                     | مسلسل           |                  |
| 1997  | في حادثة الساحل               | مسلسل           |                  |
| 1995  | عمان في التاريخ               | مسلسل           |                  |
| 1995  | إفتح يا وطني أبوابك           | برنامج          | ساعي البريد سالم |
| 1995  | وجوه بلا ملامح                | مسلسل           |                  |
| 1994  | أولاد بو جاسم                 | مسلسل           | علي              |
| 1993  | المناطحة                      | مسلسل           |                  |
| 1992  | صيف حار                       | مسلسل           |                  |
| 1992  | النذر والضحية                 | سهرة تليفزيونية |                  |
| 1990  | إفتح يا سمسم (ج3)             | مسلسل           |                  |
| 1989  | إلى الشباب مع التحية          | مسلسل           |                  |
| -     | قراءة في دفتر منسي            | مسلسل           |                  |
|       | حكايات السندباد               | -               | فوازي            |
| 2018  | الامبراطور ( سعيد ابن سلطان ) | مسلسل اذاعى     | الامبراطور       |